# سعد نايف مشحن الحردان
سعد نايف المشحن الحردان الدليمي وهو أحد شيوخ قبيلة الدليم وسياسي عراقي.
شغل منصب عضو في الجمعية الوطنية الانتقالية المؤقتة عامي 2004 و2005، وشغل منصب عضو في لجنة شؤون المحافظات في الجمعية.
وكذلك شغل منصب وزير الدولة لشؤون المحافظات في الحكومة العراقية الانتقالية التي كان يرأسها إبراهيم الجعفري، تعرض خلال فترة استيزاره بتاريخ 12 أكتوبر 2005 لمحاولة اغتيال في حي القادسية في بغداد.
وللشيخ سعد الحردان مضيف في منطقة جزيرة الرمادي.